# Bosque de Coubre

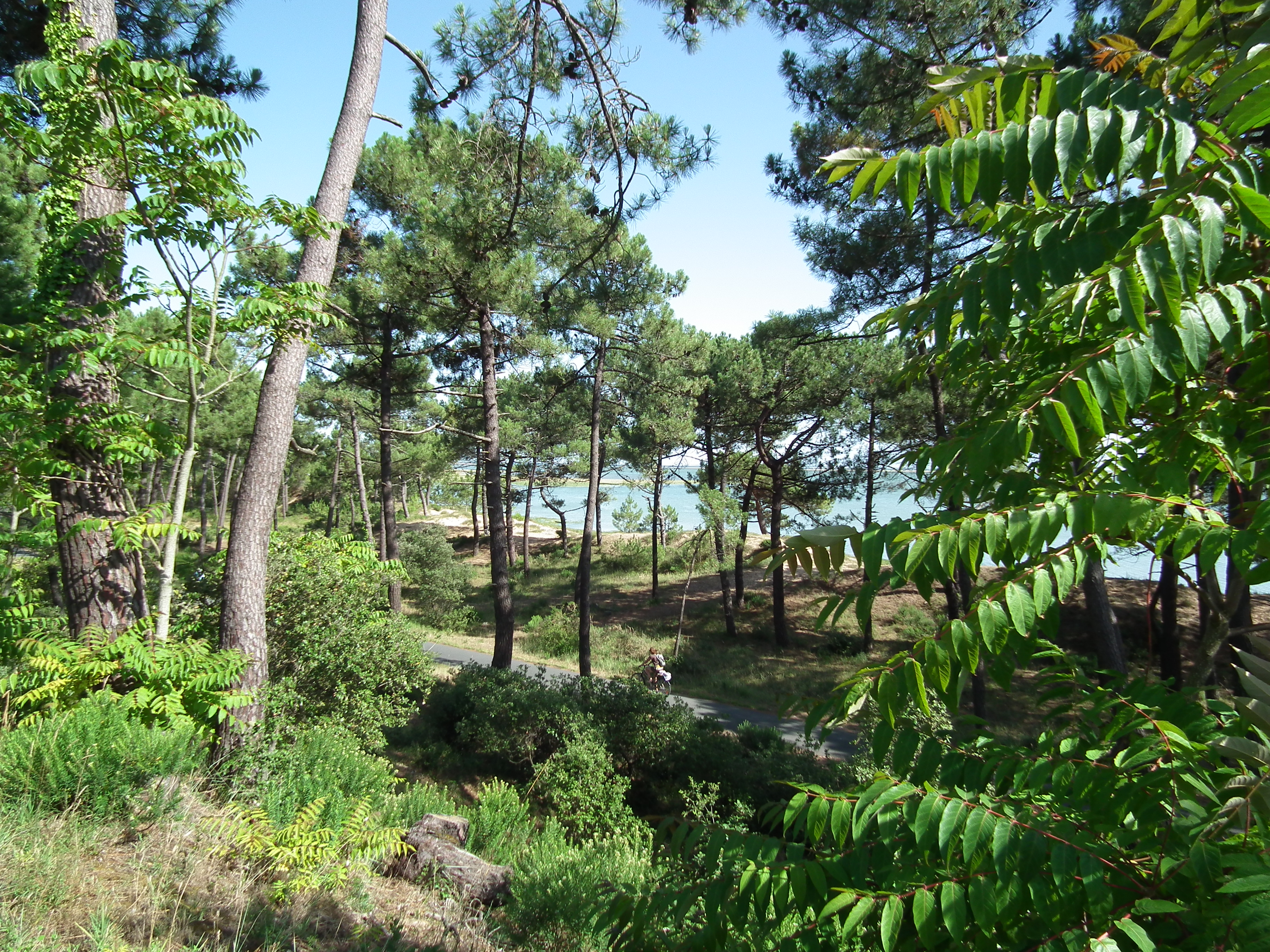
El bosque de Coubre en La Tremblade

El bosque de Coubre (en francés : forêt domaniale de la Coubre) es un bosque público de Francia, ubicado cerca a la ciudad de Royan. Con una superficie de 7916 hectáreas constituye un importante macizo forestal de la región Nueva Aquitania. 
La mayor parte del bosque se dedica exclusivamente al monocultivo de pino marítimo, no obstante, en algunas partes, los pinos coexisten con otras especies, principalmente robles, alisos, abedules y acebos; entre las especies animales que conviven en el bosque se encuentran ciervos, jabalíes, y corzos.  El bosque de Coubre es limitado al oeste por el Océano Atlántico, al suroeste por el estuario de Gironda y al sur por el bosque de los Combots d'Ansoine. Se extiende sobre las comunas de La Tremblade, de Arvert, de Les Mathes, de Saint-Augustin y de Saint-Palais-sur-Mer.